# Pueblo Nuevo (Messico)
Pueblo Nuevo è una municipalità dello stato di Durango, nel Messico centrale; il capoluogo è la città di El Salto.
La popolazione della municipalità è di 49.162 abitanti (2010) e ha una estensione di 6.960,772 km².